# Franz Gross (Mediziner)

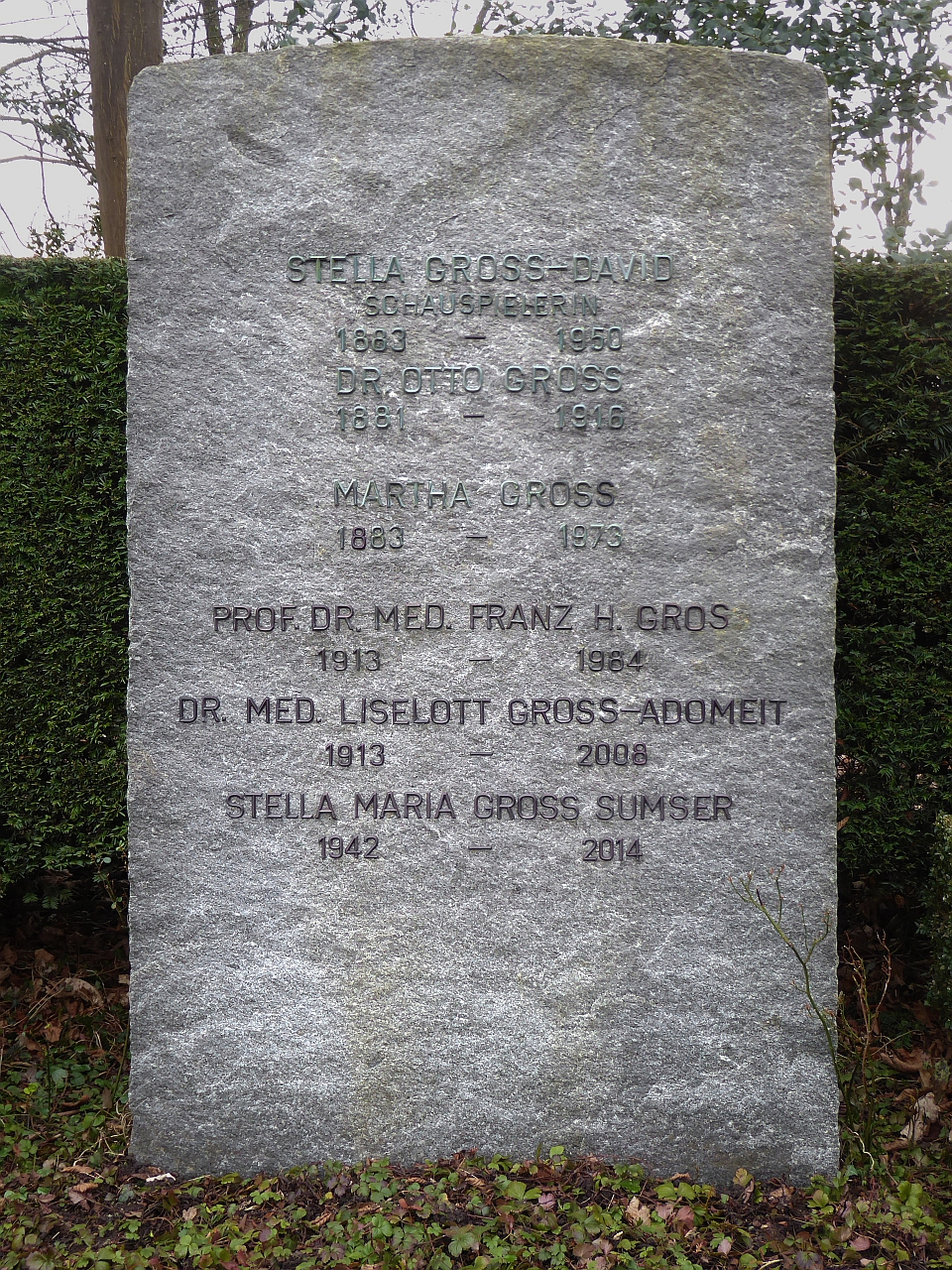
Familiengrab auf dem Friedhof am Hörnli, Riehen, Basel-Stadt

Franz Gross (* 14. Februar 1913 in Leipzig; † 26. März 1984 in Binningen, Kanton Basel-Landschaft) war ein deutsch-schweizerischer Arzt und Pharmakologe und maßgeblicher Forscher über den Bluthochdruck und seine Behandlung.

## Leben
Er war ein Sohn des aus Basel stammenden Schauspielers Otto Gross (1881–1916) und dessen Frau, der Schauspielerin Stella geb. David (1883–1950). Beide waren in Leipzig und Dresden engagiert. Dort verbrachte Franz Kindheit und Jugend. In Leipzig und Berlin studierte er Medizin. 1938 wurde er mit einer bei dem Internisten Karl Matthes (1905–1962) angefertigten Arbeit „Über die Reduktionszeit des Blutes“ zum Dr. med. promoviert. Er arbeitete dann am Pathologischen Institut der Technischen Hochschule Dresden und der Medizinischen Klinik der Universität Leipzig. 1941 heiratete er Liselotte geb. Adomeit, mit der er drei Töchter hatte. Im Zweiten Weltkrieg war er Stabsarzt der Luftwaffe. Nach dem Krieg arbeitete er zunächst bei Alexander von Muralt am Physiologischen Institut der Universität Bern. Im September 1946 wurde er Leiter der klinischen Arzneimittelprüfung bei der Firma Ciba in Basel. 1958 habilitierte er sich in Bern für Physiologie. 1965 wurde er Honorarprofessor. 1967 erhielt er Rufe an das Max-Planck-Institut für experimentelle Medizin in Göttingen und das Pharmakologische Institut der Ruprecht-Karls-Universität Heidelberg. 1968 entschied er sich für Heidelberg, wo er Nachfolger von Oskar Eichler wurde. Es war ein für die Zeit ungewöhnlicher Schritt – von einer industriellen Führungsposition auf einen universitären Lehrstuhl –, und es war der Entschluss zur Übernahme des Instituts im Heidelberger Friedrichsbau, „eines musealen Instituts, das, 1890 gegründet, sich baulich noch weitgehend in seinem Urzustand befand“. Die Autoren einer Heidelberger Institutsgeschichte ironisieren den Wechsel: „Ein wichtiger Aspekt der Amtsübergabe von O. Eichler an F. Gross bestand in der Übergabe des Schlüssels der Direktorentoilette, die im Treppenhaus des alten Institutsgebäudes gelegen war.“ 1974 bezog das Institut ein neues Gebäude im Neuenheimer Feld. 1981 emeritiert, leitete Gross es noch zwei Jahre kommissarisch. 1983 wurde Ulrich Schwabe (1935–2021), zuvor Lehrstuhlinhaber in Bonn, sein Nachfolger.

## Werk
Von seiner Zeit bei Karl Matthes an interessierte sich Gross für die Physiologie und Pharmakologie des Kreislaufs. Bei Alexander von Muralt kam, damit zusammenhängend, ein Interesse an den Hormonen der Nebennierenrinde und am Renin-Angiotensin-System hinzu, das unter anderem die Bildung von Aldosteron in der Nebennierenrinde regelt. Gross’ Ziel war und blieb das Verstehen und die wirksame Therapie der arteriellen Hypertonie. Er war deshalb ebensowohl Grundlagenforscher wie praxisorientiert. Er hat das nach seiner Herkunft aus der Niere, lateinisch ren, benannte Renin auch außerhalb der Niere entdeckt oder mit-entdeckt, so in Uterus und Plazenta sowie der Unterkieferspeicheldrüse. 1958 hat er die physiologische Bedeutung von Renin und Angiotensin, 1971 deren Beziehung zum Bluthochdruck, 1973 die Wirkungen von Angiotensin und Aldosteron auf die Niere in Übersichtsartikeln zusammengefasst.
1950 stellten er seine und seine Kollegen von der Ciba ihre ersten neuen Antihypertensiva vor. „Die medikamentöse Therapie der verschiedenen Formen der Hypertension ist bis heute noch nicht befriedigend gelöst, da durch nahezu alle der dafür in Frage kommenden Substanzen zwar meist ein vorübergehender Blutdruckabfall, jedoch keine länger andauernde Senkung erzielt werden kann. ... Bei der pharmakologischen Untersuchung von Phthalazinderivaten fanden wir Verbindungen, deren Wirkungscharakter auf den Blutdruck zunächst dadurch gekennzeichnet ist, daß sie am Tier eine eigenartig verlaufende, langsam einsetzende und langanhaltende Blutdrucksenkung hervorrufen. ... Die ... Blutdrucksenkung zeigt ... Eigentümlichkeiten, die einen besonderen Wirkungsmechanismus annehmen lassen.“ Es war die Entdeckung der Phthalazinderivate und Vasodilatoren Hydralazin (Apresolin®; 1952 in den Handel gebracht) und Dihydralazin (Nepresol®; 1953). Der „besondere Wirkungsmechanismus“ blieb auch 1953, nach genauerer Analyse, ein „besonderer“: „Auf Grund der experimentellen Befunde ist anzunehmen, daß der drucksenkenden Wirkung der Hydrazinophthalazine ein besonderer Wirkungsmechanismus zugrunde liegt, der nicht nur auf eine direkte periphere Gefäßwirkung zurückzuführen ist, sondern für den auch Einflüsse auf zentralnervöse Regulationen verantwortlich sind.“ Noch im selben Jahr 1953 folgte die Beschreibung der Pharmakologie des Reserpins, des Hauptalkaloids von Rauwolfia serpentina, und seine Einführung als Serpasil®.  Indische Ärzte hatten seit den 1930er Jahren die Wirkungen der Pflanze – Blutdrucksenkung, Bradykardie, antipsychotische Wirkung, Diarrhö, Parkinsonismus – bewundernswert genau beschrieben. Bei Ciba war das Reserpin isoliert worden. Es wurde für die Behandlung des Hochdrucks und psychischer Krankheiten nur vorübergehend, als einzigartiges pharmakologisches Werkzeug in der Geschichte der Catecholaminforschung aber fortdauernd wichtig. Spätere Antihypertensiva aus Gross’ Gruppe waren der adrenerge Neuronenblocker Guanethidin (Ismelin®; 1960) und der β-Adrenozeptor-Antagonist Oxprenolol (Trasicor®; 1968).
Auch Stoffe mit anderem Wirkcharakter, nämlich Angiotensin II (als Hypertensin®) und Aldosteron (als Aldocorten®), das dem Methadon verwandte Opiat Ketobemidon (Cliradon®) ja sogar das heute (2013) viel diskutierte Methylphenidat (als Ritalin®) wurden unter Gross’ Mitwirkung von Ciba auf den Markt gebracht.
1977 gab Gross im Handbuch der experimentellen Pharmakologie den Band „Antihypertensive Agents“ heraus, mit den Kapiteln (aus dem Englischen; Auswahl) „Ganglienblocker“, „Rauwolfia-Alkaloide“, „Adrenerge Neuronenblocker“, „Falsche Transmitter als Antihypertensiva“, „Clonidin und Verwandte“, „Vasodilatoren“, „Diuretika“, „Hemmer des Renin-Angiotensin-Systems“ und „Veratrum-Alkaloide“. Die Ganglienblocker waren in den 1940er Jahren eingeführt worden. Als mit Hydralazin, Dihydralazin, Reserpin und Guanethidin nebenwirkungsärmere Stoffe verfügbar waren, wurden sie obsolet. Dreizehn Jahre später publizierten Detlev Ganten und der US-amerikanische Internist Patrick J. Mulrow unter dem Tital „Pharmacology of Antihypertensive Agents“ eine Neuauflage. Im Vorwort schrieben sie (aus dem Englischen): „Der Vorgängerband über Antihypertensiva in diesem Handbuch, 1977 publiziert, wurde von dem verstorbenen Franz Gross aus dem Pharmakologischen Institut Heidelberg herausgegeben, einem der großen alten Männer der Hochdruckforschung. Heute, mehr als zehn Jahre später, muss der Band aktualisiert werden. Seit den frühen Tagen der Therapie mit Antihypertensiva, die vor dreißig Jahren mit Stoffen wie Reserpin und Guanethidin begann, ist die Herz-Kreislauf-Behandlung höchst differenziert und wirksam geworden.“
Gross blieb auch in Heidelberg seinem Lebensthema treu. Er untersuchte die Regelung der Freisetzung von Renin aus der Niere und griff die Frage nach der Wirkungsweise seiner Vasodilatoren Hydralazin und Dihydralazin wieder auf.
Zunehmend veröffentlichte er allgemeine Gedanken zur Medizin, zur klinischen Forschung und zur Publikation ihrer Ergebnisse. Er fragte: „Können wir neue Antihypertensiva entwickeln?“ „Die Hochdruckbehandlung ist schrittweise besser geworden. ... Nach den Ganglienblockern kamen 1951 Hydralazin und Reserpin, fünf Jahre später die Thiaziddiuretika, 1961 Guanethidin und kurz danach das Methyldopa. In den späten sechziger Jahren begann die Ära der β-Adrenozeptor-Antagonisten, und etwa zehn Jahre später erwies sich eine Hemmung des Angiotensin-konvertierenden Enzyms als überraschend erfolgreich.“ Seine Frage, meinte er, laute richtiger „Können wir bessere Antihypertensiva entwickeln?“; dann sei die Antwort „Ja“ mit der Einschränkung „wenigstens marginal bessere.“ Er betonte die Notwendigkeit einer Prüfung von Arzneimitteln auch nach ihrer Zulassung, betonte die Notwendigkeit einer Diskussion der Homöopathie in der akademischen Lehre und plädierte mit dem geflügelten Wort von Shakespeares Polonius „brevity is the soul of wit“ für Sich-kurz-Fassen in der wissenschaftlichen Sprache, schließend: „Since brevity is the soul of wit, we will be brief“ – „Weil Kürze denn des Witzes Seele ist, wollen wir kurz sein.“
In Heidelberg gründete er den Sonderforschungsbereich 90 „Kardiovaskuläres System“ der Deutschen Forschungsgemeinschaft. Ab 1972 war er Mitglied des Vorstandes der Arzneimittelkommission der deutschen Ärzteschaft. 1974 gründete er die Deutsche Liga zur Bekämpfung des hohen Blutdrucks, heute Deutsche Hochdruckliga. Von 1970 bis 1976 war er Präsident der International Society of Hypertension und Generalsekretär der International Union of Pharmacology (IUPHAR).

## Schüler und Mitarbeiter
In Gross’ Heidelberger Institut gab es mehrere selbständige Gruppen, die kooperierten und von ihm gefördert wurden. Zu seiner Zeit haben sich habilitiert (Jahr der Habilitation):
- Günter Schultz (1970), später Lehrstuhlinhaber am Pharmakologischen Institut der Freien Universität Berlin;
- Paul Vecsei (1971), später Professor am Heidelberger Institut, der über Nebennierenrindenhormone forschte;
- Jan Möhring (1973), der die Rolle des Vasopressins bei der Blutdruckregulation bearbeitete;
- Volker Kreye (1974), später Professor am Physiologischen Institut Heidelberg;
- Detlev Ganten (1974), der von der McGill University in Montreal kam und später Gründungsdirektor des Max-Delbrück-Centrums für Molekulare Medizin in Berlin-Buch wurde;
- Harald Frohberg (1975), Mitarbeiter der  Merck KGaA in Darmstadt und dort später  Leiter der klinischen Forschung;
- Karl Hofbauer (1975), der von der Ciba kam und dorthin zurückkehrte;
- Hansjörg Seyberth (1977), später Direktor der Kinderklinik der Philipps-Universität Marburg;
- Franz Hofmann (1977), später Lehrstuhlinhaber am Pharmakologischen Institut der Technischen Universität München;
- Eycke Böhme (1978), der in der Gruppe von Günter Schultz arbeitete und später Professor am Pharmakologischen Institut der Freien Universität Berlin wurde;
- Rainer Dietz (1978), später Direktor der Kardiologischen Abteilung der Franz-Volhard-Klinik in Berlin-Buch;
- Karl Heinrich Jakobs (1979), der in der Gruppe von Günter Schultz arbeitete und später Lehrstuhlinhaber am Pharmakologischen Institut der Universität-Gesamthochschule Essen wurde;
- Ulrich Hilgenfeldt (1980), Forschungsgebiet das Renin-Angiotensin-System, später Professor am Heidelberger Institut;
- Rudolf Lang (1981), später Professor am Physiologischen Institut der Universität Marburg;
- Thomas Unger (1982), der in der Gruppe von Detlev Ganten arbeitete und später Direktor des Pharmakologischen Instituts der Christian-Albrechts-Universität zu Kiel wurde;
- Klaus Aktories (1983), später Lehrstuhlinhaber am Pharmakologischen Institut der Albert-Ludwigs-Universität Freiburg;
- Wolfgang Rascher (1983), später Direktor der Kinderklinik am Universitätsklinikum Erlangen.

## Anerkennung
1970 wurde Gross Ehrenmitglied des American College of Physicians, 1974 Mitglied der Heidelberger Akademie der Wissenschaften. 1978 erhielt er das Große Verdienstkreuz des Verdienstordens der Bundesrepublik Deutschland. 1984 zeichnete ihn die deutsche Ärzteschaft mit der Paracelsus-Medaille aus. 1995 druckte die Schweizerische Medizinische Wochenschrift in ihrem 125. Jahrgang seinen Artikel von 1953 über Hydrazonophthalazine als „Wissenschaftliche Rosine aus 125 Jahren SMW“ nach.